# Unihockey-Weltmeisterschaft der Frauen 2011/Qualifikation
Zur 8. Unihockey-Weltmeisterschaft der Frauen 2011 in der Schweiz wurden mehrere Qualifikationsturniere ausgetragen. 15 Mannschaften nahmen an diesen teil, acht weitere Mannschaften waren direkt qualifiziert.

## Vorqualifizierte Mannschaften
Acht Mannschaften waren direkt für die Weltmeisterschaft 2011 qualifiziert:
- Australien
- Tschechien
- Finnland
- Lettland
- Norwegen
- Russland
- Schweden
- Schweiz

## Amerika
Die Mannschaften der Vereinigten Staaten und Kanadas bestritten am 4. und 5. Februar in Vancouver zwei Qualifikationsspiele, in denen sich die Vereinigten Staaten mit zwei Siegen durchsetzten.
| Land               | Sp | S | U | N | +  | -  | Pkt |
| ------------------ | -- | - | - | - | -- | -- | --- |
| Vereinigte Staaten | 2  | 2 | 0 | 0 | 16 | 2  | 4   |
| Kanada             | 2  | 0 | 0 | 2 | 2  | 16 | 0   |

| Datum      |        |                    | Res |
| ---------- | ------ | ------------------ | --- |
| 4. Februar | Kanada | Vereinigte Staaten | 2:8 |

| Datum      |                    |        | Res |
| ---------- | ------------------ | ------ | --- |
| 5. Februar | Vereinigte Staaten | Kanada | 8:0 |

## Asien und Ozeanien
Die Mannschaften Singapurs und Japans bestritten am 29. und 30. Januar im australischen Perth zwei Qualifikationsspiele. Japan qualifizierte sich dank der bessern Tordifferenz.
| Land     | Sp | S | U | N | +  | -  | Pkt |
| -------- | -- | - | - | - | -- | -- | --- |
| Japan    | 2  | 1 | 0 | 1 | 12 | 9  | 2   |
| Singapur | 2  | 1 | 0 | 1 | 9  | 12 | 2   |

| Datum      |          |       | Res |
| ---------- | -------- | ----- | --- |
| 29. Januar | Singapur | Japan | 5:3 |

| Datum      |       |          | Res |
| ---------- | ----- | -------- | --- |
| 30. Januar | Japan | Singapur | 9:4 |

## Europa

### Gruppe 1
Die Gruppe 1 spielte vom 2. bis 6. Februar 2011 im spanischen Benidorm um die Qualifikation zur Weltmeisterschaft. Dabei qualifizierten sich die besten drei Mannschaften für die Endrunde.
| Land        | Sp | S | U | N | +  | -  | Pkt |
| ----------- | -- | - | - | - | -- | -- | --- |
| Deutschland | 4  | 4 | 0 | 0 | 40 | 9  | 8   |
| Dänemark    | 4  | 3 | 0 | 1 | 25 | 4  | 6   |
| Niederlande | 4  | 2 | 0 | 2 | 21 | 18 | 4   |
| Spanien     | 4  | 1 | 0 | 3 | 11 | 29 | 2   |
| Italien     | 4  | 0 | 0 | 4 | 7  | 44 | 0   |

| Datum      |             |             | Res  |
| ---------- | ----------- | ----------- | ---- |
| 2. Februar | Dänemark    | Deutschland | 2:3  |
| 2. Februar | Spanien     | Italien     | 5:2  |
| 3. Februar | Niederlande | Spanien     | 9:3  |
| 3. Februar | Italien     | Dänemark    | 0:11 |
| 4. Februar | Italien     | Deutschland | 2:19 |

| Datum      |             |             | Res  |
| ---------- | ----------- | ----------- | ---- |
| 4. Februar | Dänemark    | Niederlande | 4:1  |
| 5. Februar | Niederlande | Italien     | 9:3  |
| 5. Februar | Deutschland | Spanien     | 10:3 |
| 6. Februar | Spanien     | Dänemark    | 0:8  |
| 6. Februar | Deutschland | Niederlande | 8:2  |

### Gruppe 2
Die Gruppe 2 spielte vom 2. bis 6. Februar 2011 im polnischen Rakoniewice um die Qualifikation zur Weltmeisterschaft. Dabei qualifizierten sich die besten drei Mannschaften für die Endrunde.
| Land       | Sp | S | U | N | +  | -  | Pkt |
| ---------- | -- | - | - | - | -- | -- | --- |
| Polen      | 5  | 4 | 1 | 0 | 47 | 11 | 9   |
| Slowakei   | 5  | 4 | 0 | 1 | 44 | 11 | 8   |
| Ungarn     | 5  | 3 | 0 | 2 | 50 | 16 | 6   |
| Estland    | 5  | 2 | 1 | 2 | 31 | 18 | 5   |
| Slowenien  | 5  | 1 | 0 | 4 | 13 | 33 | 2   |
| Österreich | 5  | 0 | 0 | 5 | 0  | 96 | 0   |

| Datum      |            |            | Res  |
| ---------- | ---------- | ---------- | ---- |
| 2. Februar | Slowenien  | Polen      | 1:7  |
| 2. Februar | Österreich | Slowakei   | 0:17 |
| 2. Februar | Ungarn     | Estland    | 6:2  |
| 3. Februar | Polen      | Österreich | 23:0 |
| 3. Februar | Estland    | Slowenien  | 8:2  |
| 3. Februar | Slowakei   | Ungarn     | 5:2  |
| 4. Februar | Ungarn     | Österreich | 34:0 |
| 4. Februar | Estland    | Polen      | 4:4  |

| Datum      |            |            | Res  |
| ---------- | ---------- | ---------- | ---- |
| 4. Februar | Slowenien  | Slowakei   | 0:10 |
| 5. Februar | Polen      | Ungarn     | 6:0  |
| 5. Februar | Slowakei   | Estland    | 6:2  |
| 5. Februar | Österreich | Slowenien  | 0:7  |
| 6. Februar | Slowakei   | Polen      | 6:7  |
| 6. Februar | Ungarn     | Slowenien  | 8:3  |
| 6. Februar | Estland    | Österreich | 15:0 |